# Жозефин Бахита
Жозефин Маргарет (1869 – 8 февруари 1947), е била судано–италианска каносийска религиозна сестра, която е живяла в Италия в продължение на 45 години, след като е била робиня в Судан. През 2000 г. тя е обявена за светица от католическата църква.

## Ранен живот
Тя е родена около 1869 г. в Дарфур (сега в Западен Судан) в село Олгоса, западно от Найла и близо до планината Агилерей.  Тя е от народа Даджу;  нейният уважаван и сравнително проспериращ баща бил брат на селския вожд. Тя била заобиколена от любящо семейство, състоящо се от трима братя и три сестри; както казва тя в автобиографията си: „Живях много щастливо и безгрижно, без да знам какво е страдание“. 
През 1877 г., когато е била на 7 – 8 години, тя е уловена от арабски търговци на роби, които били отвлекли по-голямата ѝ сестра две години по-рано. Трябвало е да ходи боса около 960 километра до Обейд, като е продавана и купувана два пъти, преди да пристигне там. В продължение на дванадесет години (1877 – 1889) тя е продадена още три пъти и след това подарена.
Бахита не било името, което тя получила от родителите си при раждането си. Твърди се, че травмата от отвличането ѝ я е накарала да забрави собственото си име; тя взима това име, дадено ѝ от робите, бахита, „късметлийка“ на арабски.  Принудена е да приеме исляма. 

## Живот на робиня
В Ел Обейд, Бахита е купена от богат арабин, който я използвал като прислужница за двете си дъщери. Харесал я и се отнасял добре с нея. Но след като обиджда един от синовете на собственика си, като счупва ваза, синът я бие и рита толкова силно, че тя прекарва повече от месец без изобщо да може да помръдне от сламеното си легло. Четвъртият ѝ собственик бил турски генерал и тя трябвало да обслужва свекърва му и съпругата му, които били жестоки към своите роби. Бахита казва: „През всичките години, които прекарах в тази къща, не си спомням ден да е минал без каквато и да било рана. Когато раните от камшика започнат да зарастват, върху мен ще се изсипят други удари.“
Тя казва, че най-ужасяващият от всичките ѝ спомени е бил, когато тя (заедно с други роби) е била белязана от нещо, наподобяващо скарификация, така и татуиране, което е било традиционна практика в Судан.  Докато господарката ѝ я наблюдавала с камшик в ръка, ястия от бяло брашно, чиния със сол и бръснач били донасяни от друга жена. Господарката използвала брашното, за да рисува по кожата на Бахита и след това прорязвала дълбоки рани в кожата ѝ, които запълвала със сол, за да осигури трайни белези. Общо 114 белези били нарязани в гърдите, корема и в дясната ръка на Бахита. 
В края на 1882 г. Ел Обейд е попаднал под заплахата от атака на махдистки революционери.  Турският генерал започнал да се подготвя да се върне в родината си и продал робите си. През 1883 г. Бахита е купена в Хартум от италианския вицеконсул Калисто Легнани, който се отнасял с нея любезно и не я биел или наказвал.  Две години по-късно, когато самият Легнани трябвало да се върне в Италия, Бахита се молела да отиде с него. В края на 1884 г. те избягали от обсадения Хартум с приятелят им Августо Мичиели. Те изминали рискованите 650 км с камила обратно до Суакин, което било най-голямото пристанище в Судан. През март 1885 г. те напуснали Суакин и се отправили към Италия и пристигнали на пристанището в Генуа през април. Там ги срещнала съпругатата на Аугусто Мичиели, сеньора Мария Турина Мичиели. Калисто Легнани дал Бахита на Турина Мичиели. Новите собственици на Бахита я завели в семейната си вила в Зианиго, близо до Мирано, Венето, на около 25 км западно от Венеция.  Тя живяла там три години и станала бавачка на дъщерята на Мичиели Алис, известна като Мимина, родена през февруари 1886 г. Семейство Мичиели довели Бахита със себе си в Судан, където останали девет месеца, преди да се върнат в Италия.

## Приемане на католицизма и свобода
Суакин до Червено море е обсаден, но остава в англо-египетски ръце. Августо Мичиели придобил голям хотел там и решил да продаде имота си в Италия и да премести семейството си за постоянно в Судан. Продажбата на къщата и земите му отнело по-дълго от очакваното. В края на 1888 г. сеньора Турина Мичиели искала да види съпруга си в Судан, въпреки че сделките със земите не са приключили. Тъй като вилата в Зианиго вече била продадена, Бахита и Мимина се нуждаели от временно място за престой, докато Турина се отправила за Судан без тях. По съвет на техния бизнес агент Илуминато Чекини, на 29 ноември 1888 г. Турина Мичиели ги оставила на грижите на сестрите каносанки във Венеция. Там, обгрижвана и инструктирана от сестрите, Бахита се сблъсква с християнството за първи път. Благодарна на своите учители, тя си спомня: „Тези свети майки ме наставляваха с юнашко търпение и ме запознаха с онзи Бог, който от детството си бях чувствала в сърцето си, без да знам кой е Той“. 
Когато г-жа Мичиели се върнала, за да отведе дъщеря си и прислужницата си обратно при Суакин, Бахита твърдо отказа да напусне. В продължение на три дни г-жа Мичиели се опитвала да форсира въпроса, като накрая се обърнала към главния прокурор на краля; докато началникът на Института за кандидати за кръщение (катехуменат), на който Бахита присъствала, се свърза с кардинала на Венеция относно проблема на протежето си. На 29 ноември 1889 г. италиански съд постановява, че тъй като британците са забранили робството в Судан преди раждането на Бахита и тъй като италианският закон никога не е признавал робството като законно, Бахита никога не е била законна робиня. За пръв път в живота си Бахита се оказва контролираща собствената си съдба. Тя избра да остане с каносийците.  На 9 януари 1890 г. Бахита е кръстена и приема имената Жозефин Маргарет Фортуната (което е латинското на Бахита). Същия ден тя приела свето причастие от архиепископ Джузепе Сарто, кардинал патриарх на Венеция, бъдещия папа Пий X. 

## Каносианска сестра
На 7 декември 1893 г. Жозефин Бахита влиза в новициата на сестрите каносийки и на 8 декември 1896 г. полага обетите си, приветствани от кардинал Сарто. През 1902 г. е назначена в каносийския манастир в Шио, в северната италианска провинция Виченца, където прекарва остатъка от живота си. Единственото ѝ удължено време беше между 1935 и 1939 г., когато тя останала в мисионерския новициат във Вимеркате (Милано); най-вече посещава други каноски общности в Италия, говори за нейния опит и помага с подготовката на младите сестри за работа в Африка.  Силния мисионерски стремеж я мотивира през целия ѝ живот – „умът ѝ винаги беше насочен към Бог, а сърцето ѝ в Африка“. 
По време на 42-годишната си работа в Шио, Бахита е била назначена за готвачка и портиерка и е била в чести контакти с местната общност. Нейната нежност, успокояващ глас и непрекъснато присъстваща усмивка станали добре известни и викензанците все още я наричат Сор Морета („малка кафява сестра“) или Мадре Морета („тъмнокожа майка“). Нейната специална харизма и репутация за святост били забелязани по нейно нареждане; първата публикация на нейната история (Storia Meravigliosa от Ида Занолини) през 1931 г. я прави известна в цяла Италия.  По време на Втората световна война (1939 – 1945) тя споделя страховете и надеждите на хората от града, които я смятат за светица и се чувстват защитени само от нейното присъствие. Бомбите не пощадиха Шио, но войната премина без нито една жертва.
Последните ѝ години били белязани от болка и болест. Била прикована в инвалидна количка, но запазила бодростта си и ако я попитали как е, тя винаги се усмихвала и отговаряла: „Както Господ желае“. В края на последните ѝ часове умът ѝ бил върнат в годините когато била робиня и тя извикала: „Веригите са прекалено стегнати, разхлабете ги малко, моля!“ След известно време тя отново се свестила. Някой я попитал: „Как си? Днес е събота, "вероятно с надеждата това да я развесели, защото събота е денят от седмицата, посветен на Мария, майката на Исус. Бахита отговорила: „Да, толкова съм щастлива: Дева Мария... Нашата дама!" Това били последните ѝ думи. 
Бахита умира в 8:10 ч. на 8 февруари 1947 г. За три дни тялото ѝ било изложено на показ, докато хиляди хора пристигали да отдадат почитта си. Тленните ѝ останки са пренесени в църквата „Светото семейство“ на каноския манастир в Шио през 1969 г.

## Наследство и канонизация
Веднъж млад студент попитал Бахита: „Какво бихте направили, ако се срещнете с похитителите си?“ Без колебание тя отговорила: „Ако трябваше да срещна тези, които ме отвлякоха, и дори тези, които ме измъчваха, щях да коленича и да им целуна ръцете. Защото, ако тези неща не се бяха случили, днес нямаше да съм християнка и религиозна“. 
Петициите за канонизацията ѝ започват незабавно и процесът официално започва от папа Йоан XXIII през 1959 г., само дванадесет години след нейната смърт. На 1 декември 1978 г. папа Йоан Павел II обявява Жозефина за почтена, първата стъпка към канонизацията. На 17 май 1992 г. тя е обявена за благословена и 8 февруари е отреден за неин празник. На 1 октомври 2000 г. тя е канонизирана като света Жозефин Бахита. Тя е почитана като съвременна африканска светица и като изявление срещу бруталната история на робството. Тя е приета за покровителка на Судан и оцелелите от трафика на хора.
Наследството на Бахита е, че трансформацията е възможна чрез страдание. Нейната история за освобождението от физическото робство също символизира всички, които намират смисъл и вдъхновение в живота ѝ за собственото си освобождение от духовното робство.  През май 1992 г. новините за нейното беатифициране бяха забранени от Хартум, който папа Йоан Павел II лично посетил едва девет месеца по-късно.  На 10 февруари 1993 г. той тържествено почел Бахита на нейната собствена земя. „Радвай се, Африка! Бахита се върна при вас. Дъщерята на Судан беше продадена в робство като жива стока и въпреки това безплатно. Безплатно със свободата на светиите." 
Папа Бенедикт XVI, на 30 ноември 2007 г., в началото на второто си енциклично писмо Spe Salvi (Надяваме се, че сме спасени), разказва цялата ѝ житейска история като изключителен пример за християнската надежда. 

## Цитати
1. ↑  Dagnino, p.10. The map of Sudan here shows the village of Olgossa (Algozney in the Daju tongue) „slightly west“ of the 3,042 m (9,980 feet) Jebel Marrah and of the 785 m Jebel Agilerei. Although, on p. 37, she seems to place Olgossa about 40 km north-east of Nyala.
2. 1 2  Davis, Cyprian (1986).„Black Catholic Theology: A Historical Perspective“, Theological Studies 61 (2000), pp. 656 – 671.
3. ↑  Dagnino, pp. 23 – 25.
4. ↑  Bakhita in Dagnino, p. 37
5. ↑  O'Malley, p. 32.
6. ↑  Dagnino, pp. 29 – 32. Every slave was always given a new name. Bakhita herself never mentions this incident.
7. ↑  Mother Josephine Bakhita //  www.vatican.va.   Посетен на 2018-05-23.
8. ↑  Murchison, p. 7
9. ↑  Bakhita in Dagnino, p. 49.
10. 1 2  Burns and Butler, p. 53.
11. ↑  Sudan Facial Scarification
12. ↑  Dagnino, pp. 52 – 53
13. 1 2  AFROL Background Josephine Bakhita – an African Saint //  www.afrol.com.
14. ↑  Mahdist Revolution (1881 – 1898), was an Islamic revolt against the Ottoman-Egyptian rule of Sudan, begun by Islamic fundamentalist cleric Muhammad Ahmad. El-Obeid fell on 19 January 1883, Khartoum on 26 January 1885. The Mahdi Ahmad himself died on 1885 June 22.
15. ↑  Canossian Daughters of Charity – Who We Are //  www.canossiansisters.org.    Архивиран от оригинала на 2015-08-16. Посетен на 2020-12-27.
16. ↑  Zanini, Roberto Italo (2013). Bakhita: From Slave to Saint, p. 81. ISBN 978-1-58617-689-1. Ignatius Press, San Francisco.
17. ↑  O'Malley, pp. 33 – 34.
18. 1 2  Burns and Butler, p. 54.
19. ↑  Dagnino, p. 99
20. ↑  O'Malley, p. 34.
21. ↑  Dagnino, p. 104
22. ↑  Dagnino, p. 113.
23. ↑  Hutchison, p. 7
24. ↑  John Paul II, Homily at the Eucharistic Concelebration in honour of Josephine Bakhita, Khartoum, 10 February 1993.
25. ↑  Benedict XVI, Encyclical „Spe salvi“, November 30, 2007